# Josefa Francisco
Josefa Francisco, dite « Gigi », née en 1954 et décédée le 22 juillet 2015, est une avocate et militante pour l’égalité femmes-hommes et les droits des femmes aux Philippines.

## Biographie
À travers ses recherches sur l’égalité des sexes et les droits des femmes, Josefa Francisco contribue à de nombreux programmes visant à réduire les disparités. Elle travaille notamment en étroite collaboration avec les Nations unies. De 1998 à 2002, elle est membre d’ISIS International, une organisation féministe de défense des droits.
Plus tard, Josefa Francisco rejoint le Women and Gender Institute (WAGI) en tant que directrice exécutive de l'organisation. Par son enseignement et son écriture, la militante se mobilise auprès de la jeune génération. L’organisation organise des cours en ligne sur les droits des femmes.
Josefa Francisco travaille comme cheffe du département des relations internationales au Miriam College, où elle s'efforce de promouvoir le leadership des femmes. L’avocate réalise d'importantes recherches sur la pauvreté, le genre, le développement et le mouvement féministe,,.

## Engagements
Josefa Francisco est membre de l'Organisation pour le développement alternatif des femmes dans une ère nouvelle (DAWN). L'organisation s'efforce de diffuser les voix et les perspectives des femmes dans le monde entier. Elle est nommée coordinatrice mondiale de l'organisation. Les Nations unies et DAWN travaillent ensemble dans la région Asie-Pacifique sous la direction de « Gigi » Francisco. Leur travail commun est dans The Future The Asia Pacific Women Want en 2015,.